# 愛宕神社 (上尾市壱丁目)
愛宕神社（あたごじんじゃ）は、埼玉県上尾市の神社。

## 歴史
創建年代は不明である。ただつい最近まで存在していた杉の木の樹齢が約500年であることから、その頃に創建されたものと推測される。
明治初年、近代社格制度に基づく「村社」に列せられた。江戸時代の壱丁目村の鎮守は「氷川社」であり、当社ではなかったが、麻疹が治るというご利益があるとされており、崇敬の念が高かったことから、当社が村社となった。なお村社とならなかった氷川社は廃社になり、跡地は後に大正製薬の運動場となり、現在はアリオ上尾になっている。
明治末年の神社合祀では、向山神明神社に合祀されることになったが、氏子らの反対により、そのまま存続となった
平成期に行われた上尾道路の建設工事により、境内は大幅に削られた。

## 文化財
- 愛宕神社本殿（上尾市指定文化財 昭和61年3月31日指定）[3]

## 交通アクセス
- 路線バス愛宕神社前停留所より徒歩3分。